# Östervång södra
Östervång södra är en bebyggelse i Kristianstads kommun. Vid avgränsningen 2020 klassades Östervång som två bebyggelseenheter där denna, den södra delen, klassades som en separat småort, vilken 2023 avregistrerades då den åter klassades som del av småorten Östervång..